# Громадський транспорт Таллінна

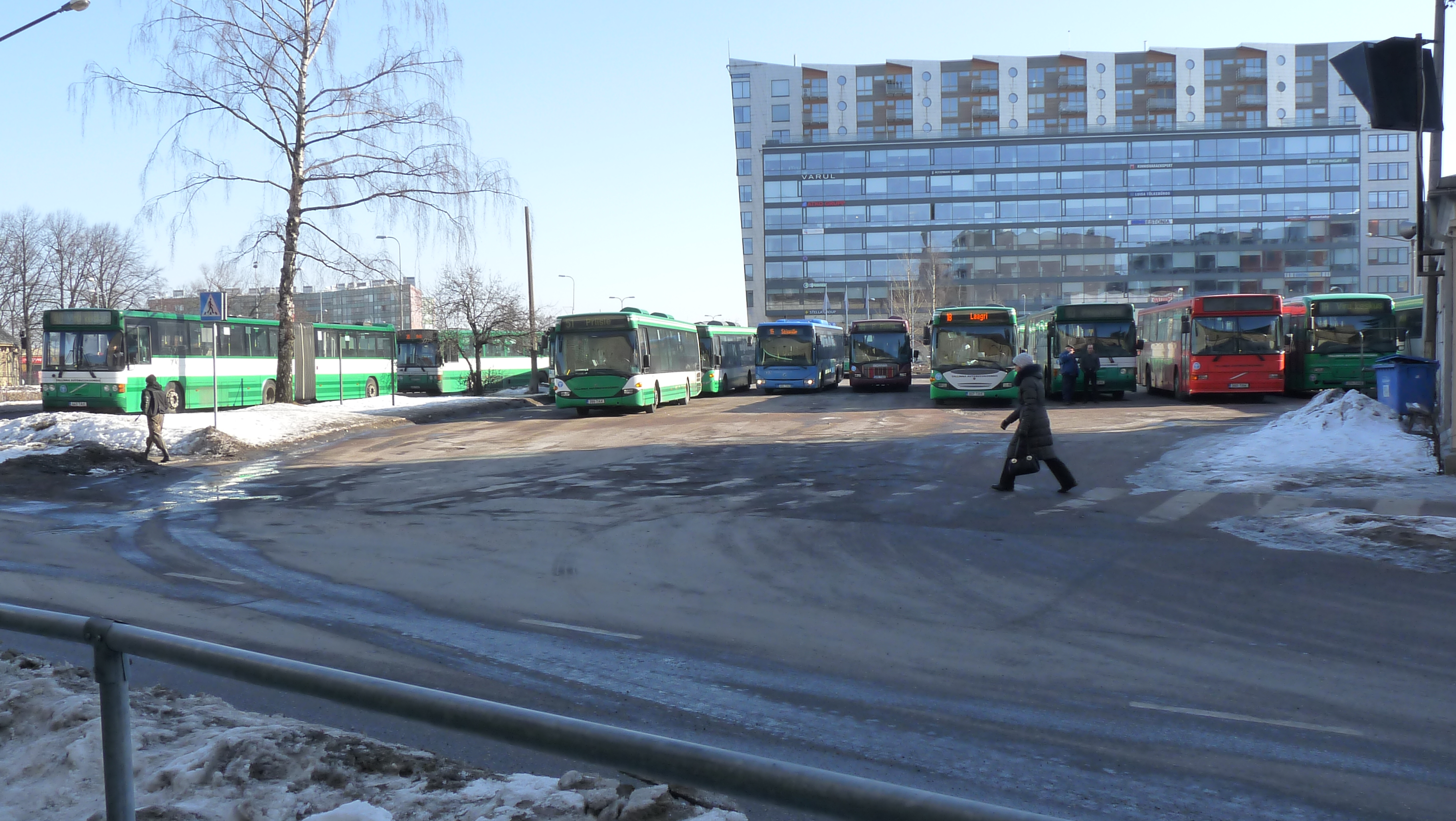
Міські автобуси в Таллінні.

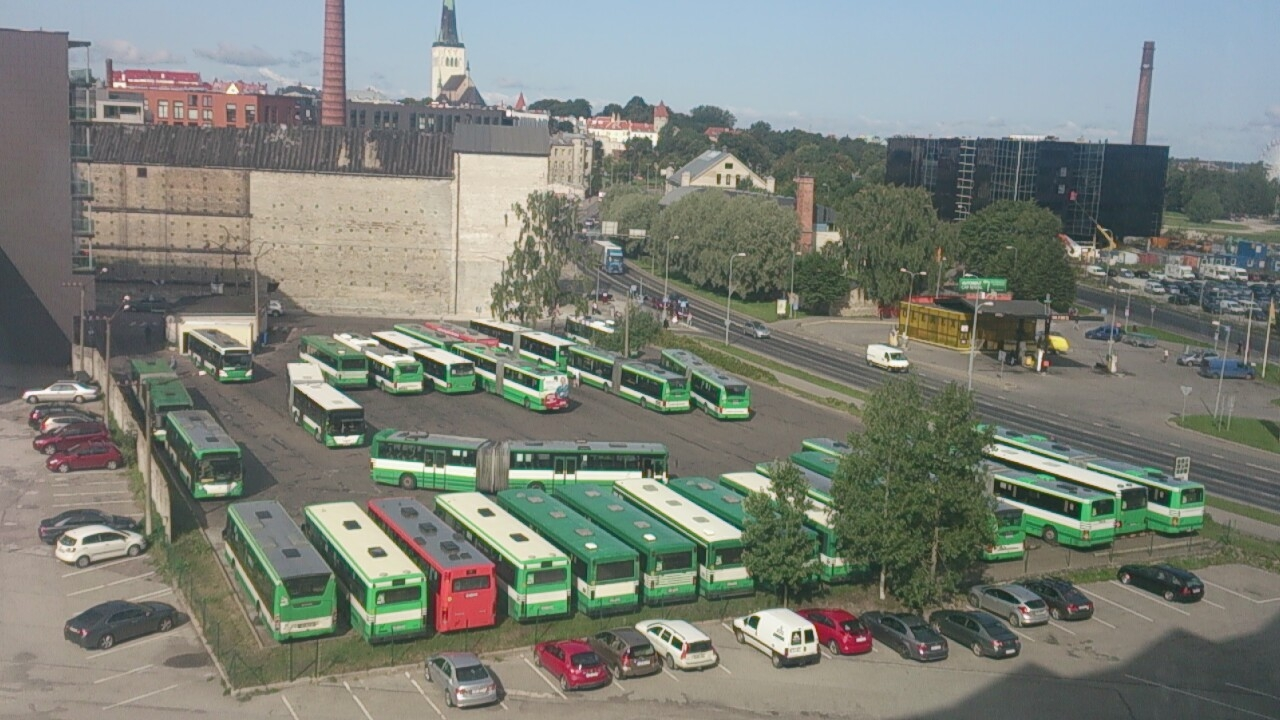

Громадський транспорт у Таллінні складається з автобусів, трамваїв, тролейбусів, поїздів та поромів. Автобус, трамвай та тролейбус знаходяться під управлінням компанії Таллінна «Ліннатранспорді АС (Tallinna Linnatranspordi AS)». Послуги перевезення електропоїздами надає фірма «Елрон (Elron)», а поромне сполучення з островом Аеґна здійснює «Кіхну Веетеед (Kihnu Veeteed)».
Раніше обслуговування маршрутів було розподілене між Таллінна «Аутобуссікоондіс» (автобуси) та «ТТТК» (трамваї та тролейбуси), але в 2012 році компанії злилися у компанію Таллінна «Ліннатранспорді АС (ТЛТ)».
Зараз Таллінн — єдине місто в Естонії, де коли-небудь працювали трамваї чи тролейбуси. Перший трамвайний маршрут було відкрито у 1888 році, а в 2008 році трамвай святкував 120-річний ювілей. Будівництво тролейбусної мережі в Таллінні планували в 1946 році. Проте перший маршрут було відкрито 6 липня 1965 року. З того часу тролейбусна мережа максимально розширилася до 9 маршрутів, хоча з 2000-х років мережа зменшилася.
Плани будівництва легкорейкового транспорту в Таллінні існують з 1970-х років. Після виходу Естонії з СРСР проект було призупинено, проте з 2000-х років роботу над проектом було відновлено. Початкова станція має розташовуватися в центрі міста, скоріш на все на Вабадусе вялйак (Vabaduse väljak, Площа Свободи) або на Віру кескус (ТЦ Віру), а кінцева— у Східному Ласнамяє (Lasnamäe); лінія має налічувати 10–12 станцій.
Усі поїзди відправляються від з вокзалу Балті йаам на півночі Старого Міста. Компанія Елрон здійснює приміське сполучення електропоїздами до Кейли, Палдіскі та Ріісіпере на заході, Аегвійду на сході, дизель-поїздами — до Пярну, Вільянді, Тарту та Нарви (до січня 2014 року в цьому напрямку перевезення здійснювала компанія Еделараудтее). Зараз рухомий склад компанії Елрон — електропоїзди та дизель-поїзди Stadler FLIRT.

## Системи

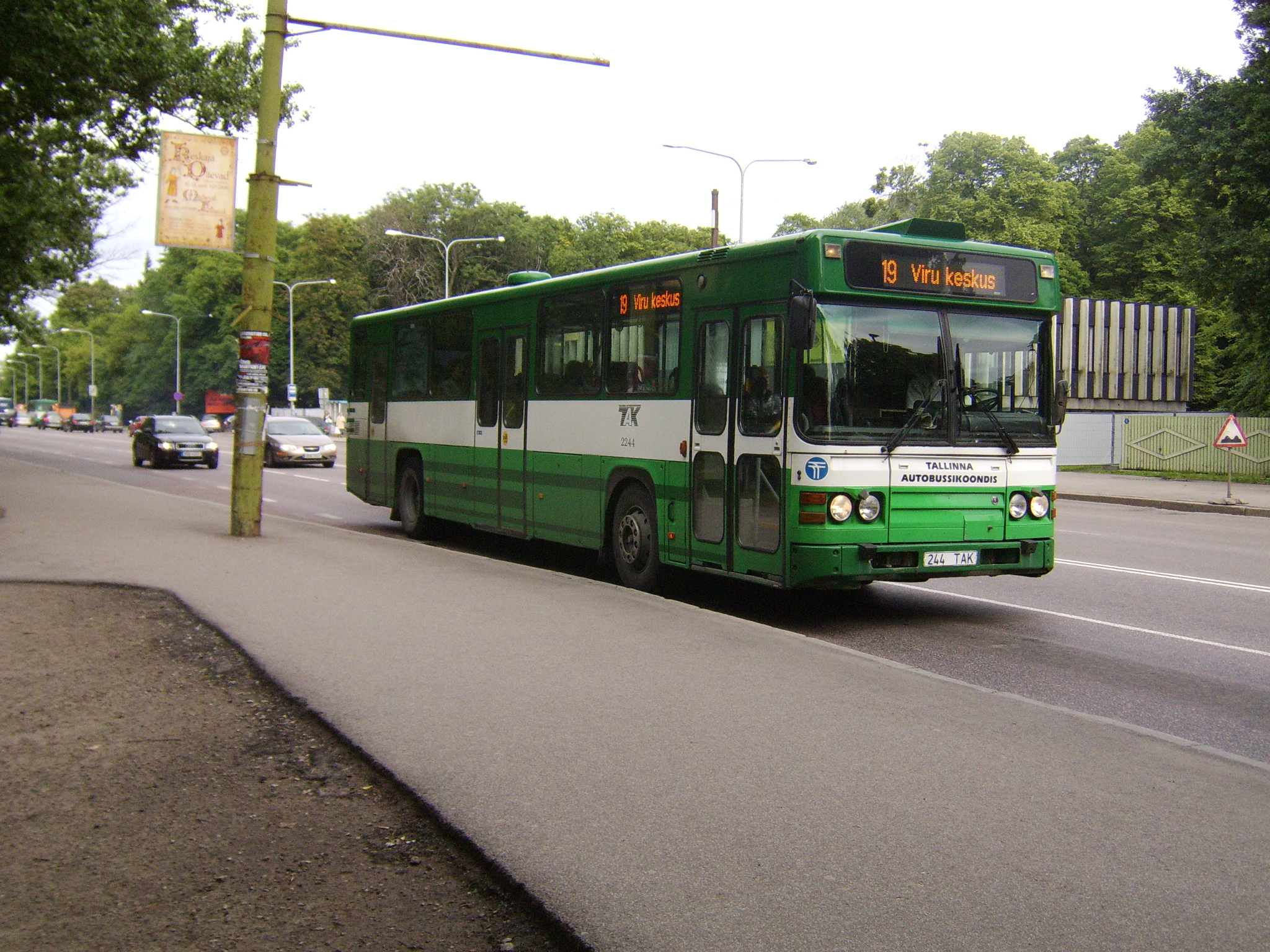
Автобус компанії Tallinna Autobussikoondis на маршруті № 19 поблизу Кадріоргу

Автобусні маршрути діють майже в будь-якій точці Таллінна. Особливо в районах Піріта, Ласнамяе та Нимме вони складають основу громадського транспорту оскільки дані райони не мають тролейбусного чи трамвайного сполучення (окрім району Нимме, через котрий проходять поїзди Елрон у західному напрямку).
Маршрути та розклади складаються талліннським департаментом транспорту (Tallinna Transportdiamet). Номери маршрутів у Таллінні складаються з однієї або двох цифр, інколи з приміткою A або B. Також к 2007 році було відкрито маршрут 1PR, котрий ходив між перехопллючою автостоянкою в районі Піріта та центром міста. Маршрут працював до січня 2009 року.
Майже усі маршрути мають дві кінцеві зупинки, одна з яких слуговує також як місце відпочинку.
Таллінн майже не має «під’їзних ліній», котрі підвозять пасажирів до інших видів транспорту. Наприклад, автобус № 57 було скорочено до кінцевої зупинки трамвая; автобус 21A підвозит пасажирів до кінцевої зупинки тролейбуса в Вяйке-Ийсмяє (Väike Õismäe).
Більшість маршрутів працюють з 05:20 до 00:20. Деякі автобусні маршрути, особливо експрес-маршрути, працюють лише впродовж годин пік та мають перерву з 10 до 11 години ранку, а також з 2 до 3 години дня. З 1 вересня 2012 року вартість проїзду на звичайних та експрес-маршрутах стала однаковою.
З 7 листопада до кінця грудня 2008 року Департамент транспорту запроваджував пілотний проект, суть котрого полягала у продовженні часу руху популярних маршрутів до 1 години ночі (проект не мав успіху). Також відбувалося обговорення введення нічних маршрутів, проте нічні автобуси, трамваї та тролейбуси ходять лише протягом новорічної ночі.
З 1 січня 2013 року увесь громадський транспорт став безкоштовним для мешканців Таллінна.

#### Приміські перевезення

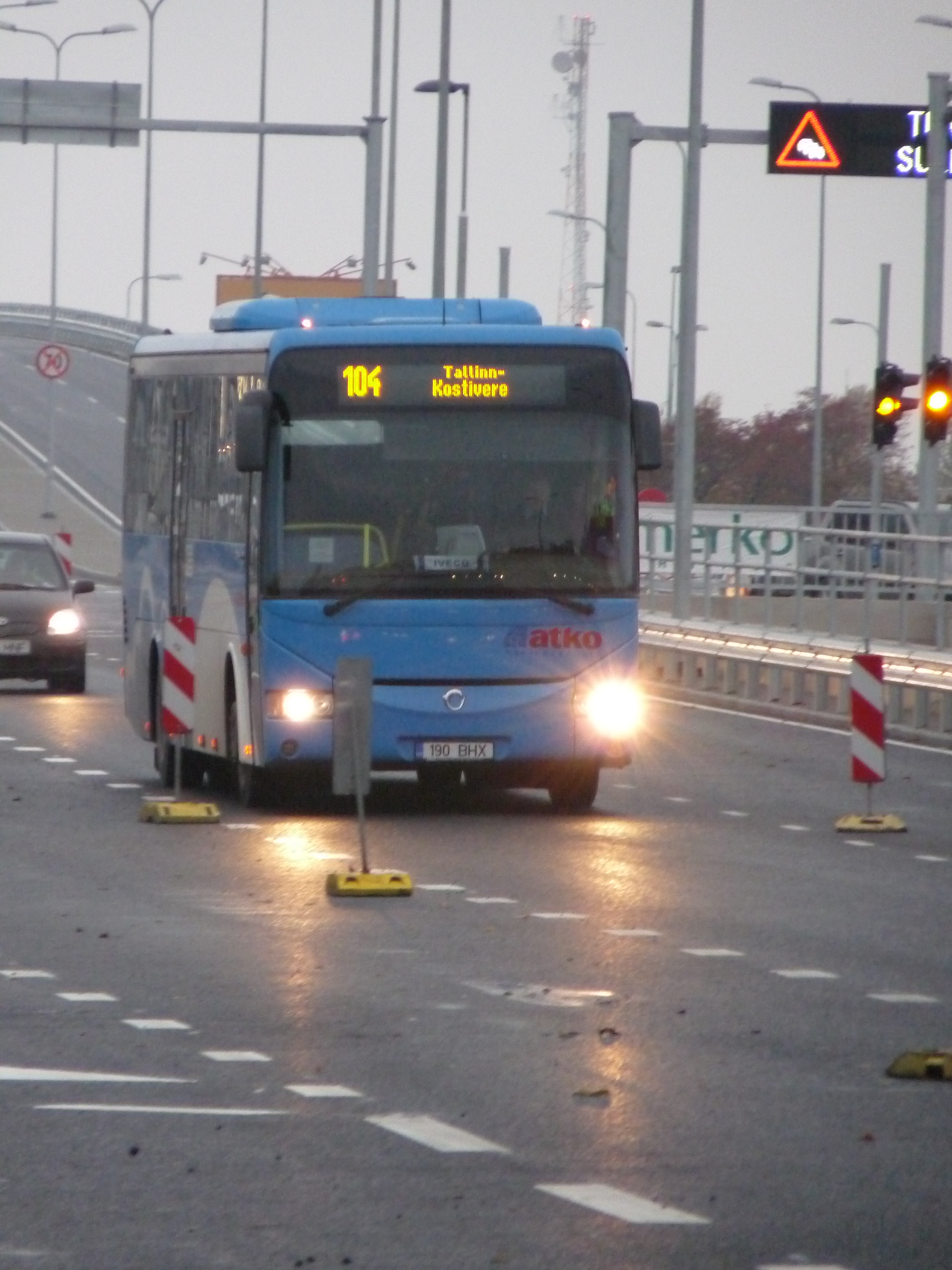
Приміський автобус № 104 з Таллінна до Костівере

Приміські автобусні маршрути здійснює Хар'юмаа Іухістранспордікескус (Harjumaa Ühistranspordikeskus (HÜTK), Центр громадського транспорту повіту Хар'ю). Центр було відкрито в 2005 році. Акціонерами є 25 місцевих управлінь Хар'юма, а також правління повіту Хар'ю як представник Республіки Естонія. Метою створення центру є влаштування громадського транспорту таким чином, аби підвищити якість послуг. Маршрути розробляє HÜTK і передає різноманітним перевізникам. Також у повіті Хар'ю діють близько 50 комерційних маршрутів.
Станом на 1 листопада 2008 року для громадських приміських перевезень було впроваджено зональну систему. Повіт Хар'ю було поділено на 4 зони. Першою є місто Таллінн, другою — передмістя Таллінну, далі вартість залежить від відстані до Талліну. Проїзд у межах однієї зони коштував 12 естонських крон, а переїзд до іншої зони — ще 10 крон. Ця система прийшла на зміну старій тарифній системі, де вартість квитка залежала від протяжності маршруту. Наприклад, якщо автобус проїжджав не напряму по шосе, а через села, квиток коштував дорожче.

### Трамвай

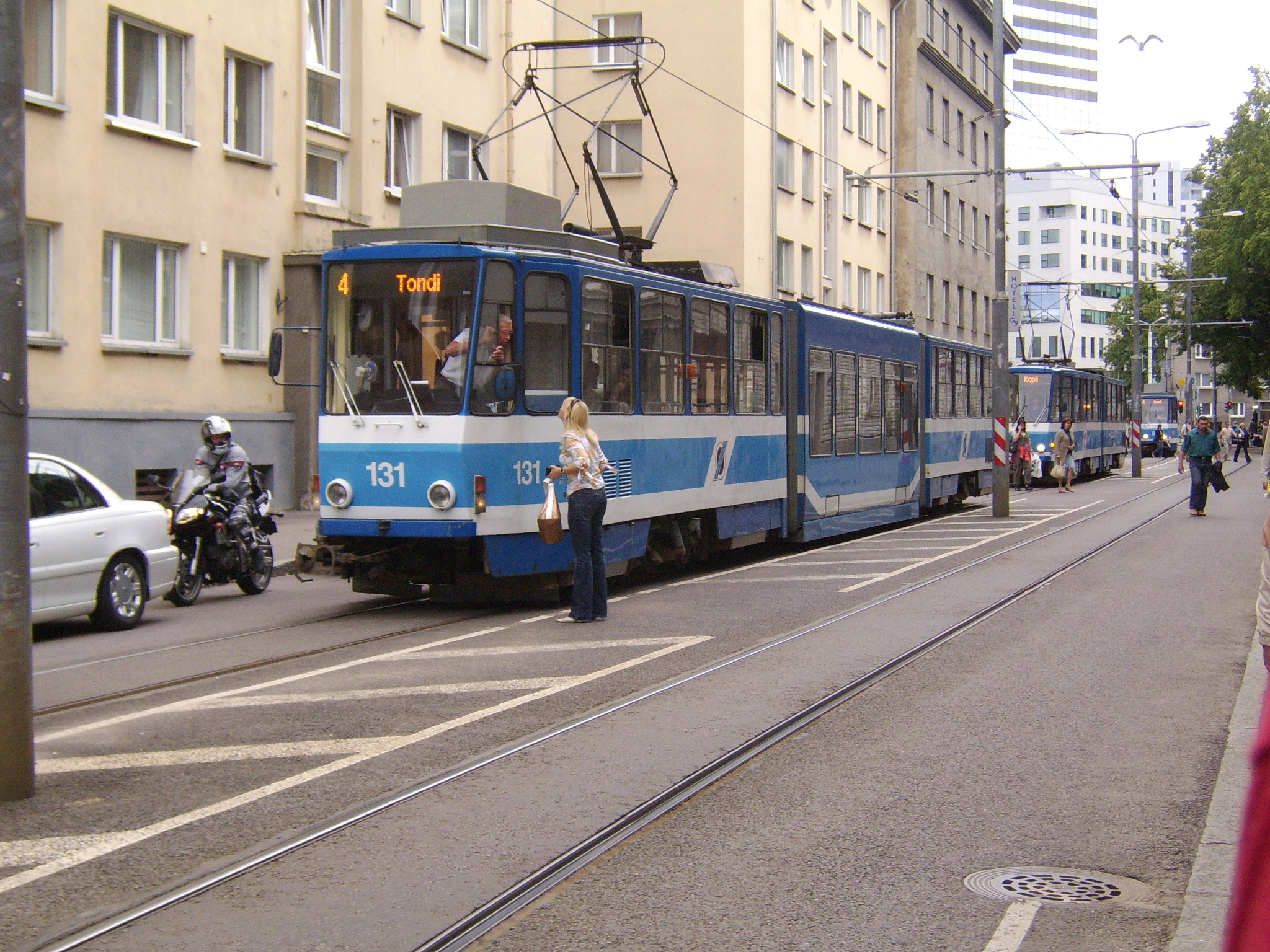
Трамвай типу Tatra KTNF6 з середньою низькопідлоговою секцією в Таллінні

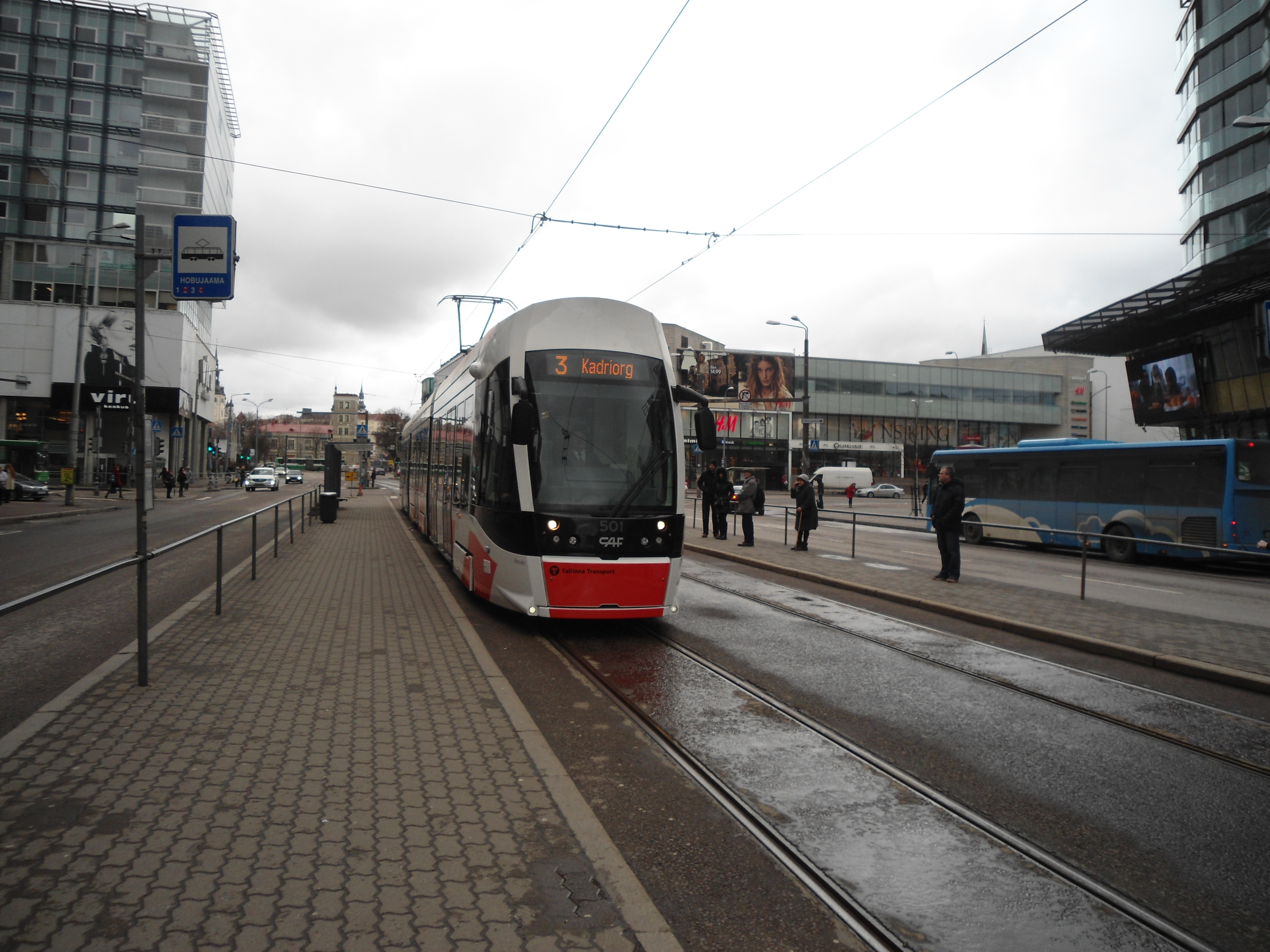
Перший трамвай Caf Urbos AXL у Таллінні в перший день на маршруті

Зараз Таллінн — єдине місто в Естонії, де коли-небудь працювали трамваї чи тролейбуси. Перший трамвайний маршрут було відкрито 24 серпня 1888 року перший вагон конки проїхався по маршруту Vene turg — Narva maantee — Salongi (Weizenbergi) tänav — Liiva (Poska) tänav. Перший електричний трамвай з'явився у Таллінні лише у 1925 році. У копліского трамвая своя історія. До 1915 року в цьому районі проживало близько 15 тисяч чоловік, в основному, працівники Російсько-Балтійського суднобудівного заводу. Саме цей завод побудував трамвайну лінію від своєї прохідної до вулиці Теллісківі, а у листопаді 1915 року нею пішов паровий трамвай. У 2013 році трамвай відсвяткував 125-річний ювілей.
Трамвайна мережа є досить короткою і сполучає центр міста з навколишніми районами. Діє 4 трамвайні маршрути, на яких працює три моделі трамвайних вагонів: CAF Urbos AXL, Tatra KT4D, KTNF6 (КТ6Т) —модифікація KT4 з низькопідлоговою секцією). Раніше так само експлуатувалися різні моделі вагонів німецького вагонобудівного заводу Gotha, Lowa і талліннського заводу «Двигун», а також конки.
У 2015 році на маршрути № 3 та № 4 вийшли нові трамвайні вагони CAF Urbos AXL. Перший новий трамвай CAF Urbos AXL вийшов на маршрут 31 березня 2015 року.
Маршрути трамваїв:
- № 1 «Kopli — Kadriorg»
- № 2 «Kopli — Suur-Paala»
- № 3 «Tondi — Kadriorg»
- № 4 «Tondi — Ülemiste jaam»
- № 5 «Kopli — Vana-Lõuna» (закритий з 01.01.2004)

Трамвайний рух за маршрутами починається о 04:53 ранку і останній трамвай заходить у депо о 00:45.
Трамвайна інфраструктура
Складається з двох депо: Центрального і депо «Коплі». У центральному розташовані трамвайні ремонтні майстерні, адміністративні будівлі і стоянкові колії. Обслуговує 4 маршрути. У ньому ж розташований музей трамваю. Найменше депо «Коплі» обслуговує 1-ю та 2-ю лінію. Ширина колії: 1067 мм.

### Тролейбус

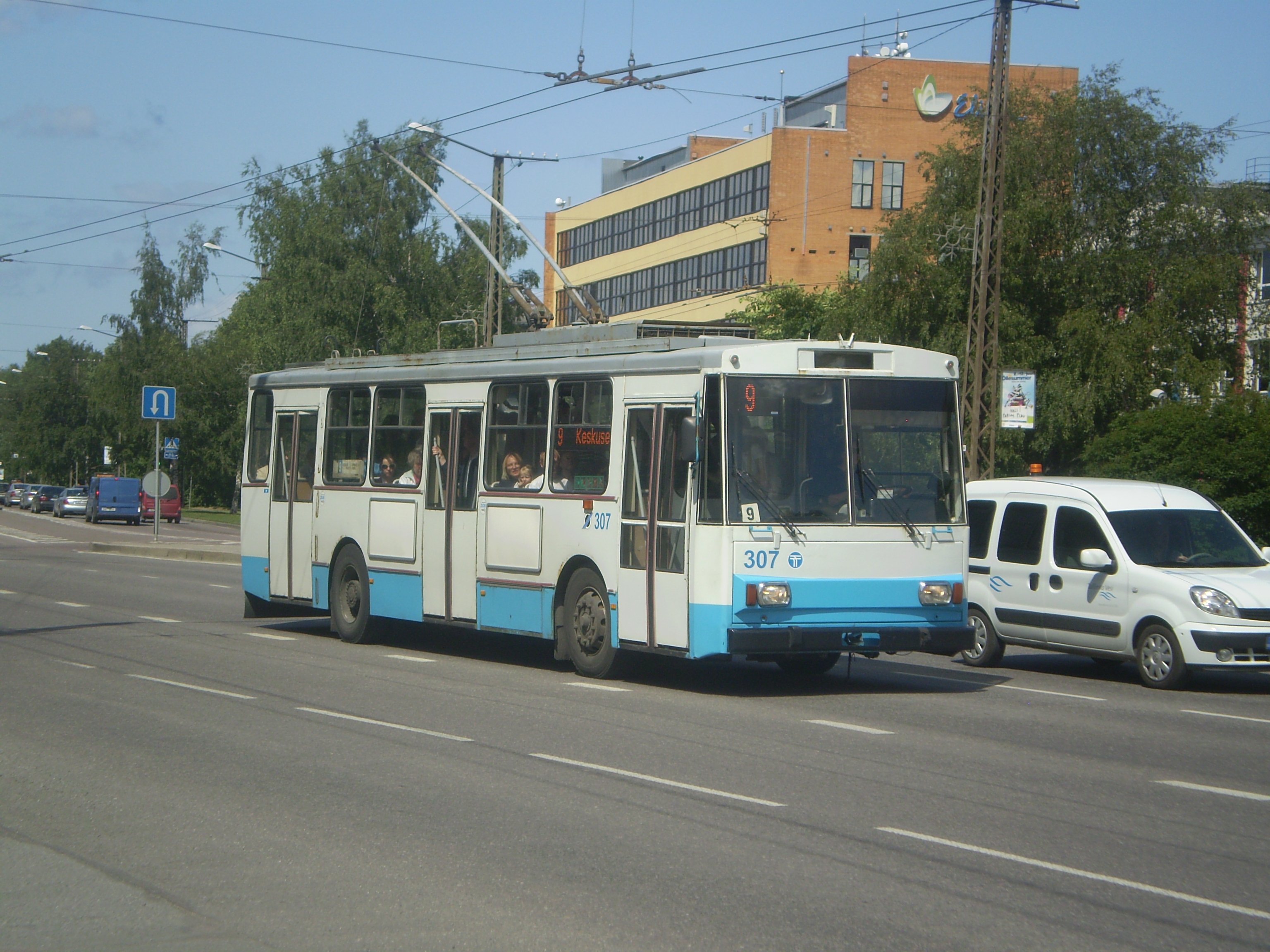
Тролейбус № 9 на вулиці Силе

Будівництво тролейбусної мережі в Таллінні планували ще у 1946 році, проте перший маршрут було відкрито 6 липня 1965 року, коли перший тролейбус проїхався по маршруту Teater Estonia — Hipodroom. З того часу тролейбусна мережа розширилася до 9 маршрутів, хоча згодом мережа зменшилася.
Тролейбуси обслуговують західну частину Таллінну, особливо райони Мустамяє та Гааберсті.
З 2 травня 2017 року і дотепер діють 4 тролейбусних маршрутів (№ 1, 3, 4 та 5) з центру міста до Mustamäe (Мустамяє).
Маршрути тролейбусів:
- № 1 «Mustamäe — Mustamäe tee — Kaubamaja»
- № 2 «Mustamäe — Estonia» (закритий з 01.12.2012, тролейбуси на маршруті № 2 було замінено на дизельні автобуси)
- № 3 «Mustamäe — Sõpruse pst. — Kaubamaja»
- № 4 «Keskuse — Balti jaam»
- № 5 «Mustamäe — Balti jaam»
- № 6 «Väike-Õismäe — Kaubamaja» (закритий з 01.01.2016)
- № 7 «Väike-Õismäe — Balti jaam» (закритий з 01.01.2016)
- № 8 «Väike-Õismäe — Vabaduse Väljak» (закритий з 01.04.2000)
- № 9 «Keskuse — Kopli» (закритий з 02.05.2017)[9][10].

### Приміський поїзд

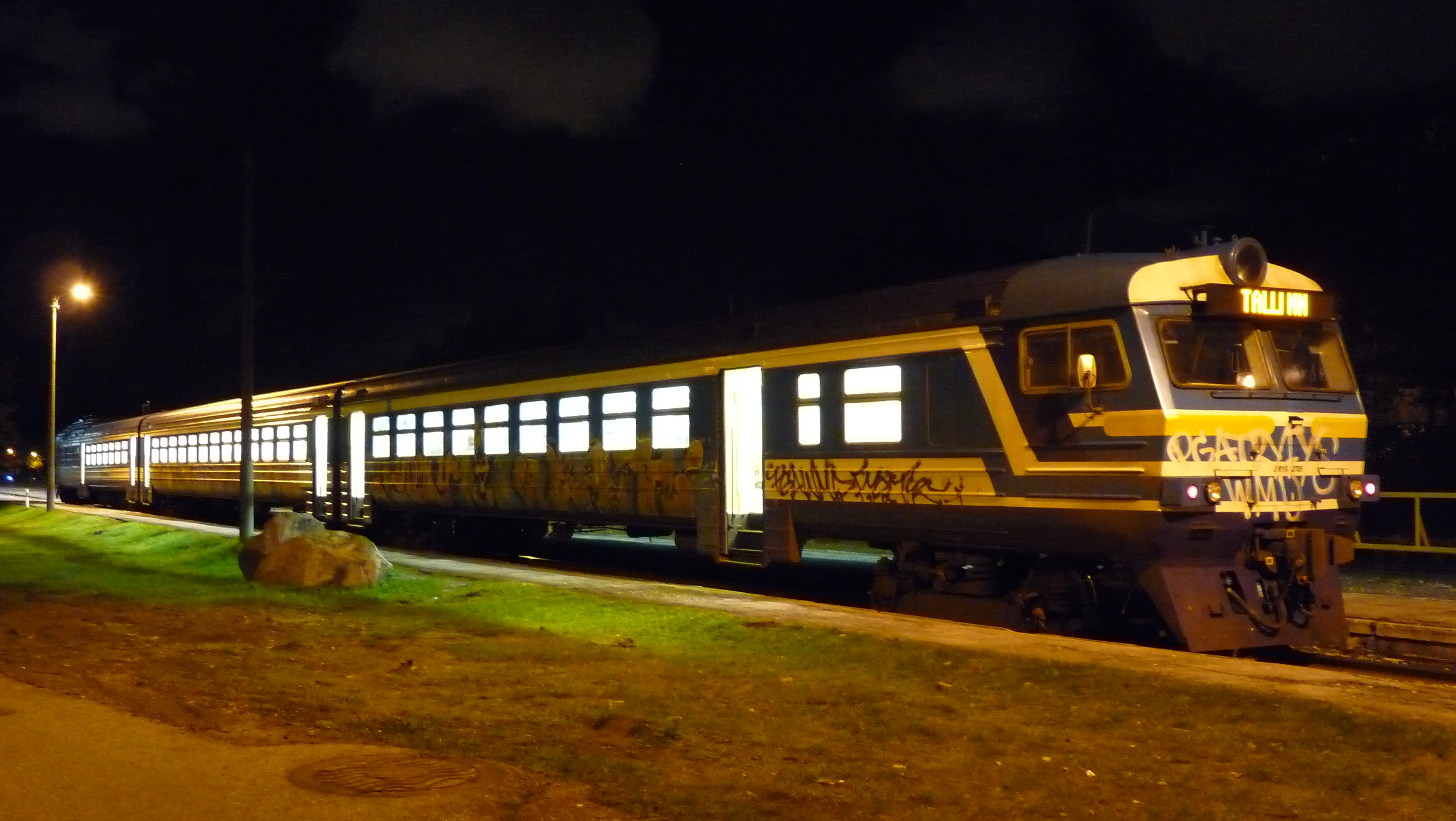
Останні дні дизель-поїзда DR1 у Таллінні

Приміські поїзди Елрон особливо важливі для мешканців повіту Хар'ю. Поїздами також користуються міські жителі, особливо в районі Нимме та Ласнамяє. Кінцева зупинка знаходиться на вокзалі Балті йаам у Центральному районі неподалік від Пиг’я-Таллінн. Залізничний транспорт безкоштовний для зареєстрованих мешканців міста у межах першої зони: у східному напрямку до зупинки Вессе, у західному — до зупинки Лааґрі, у південно-західному напрямку — до Мянніку.

## Перевізники та вартість проїзду
Раніше обслуговування маршрутів було розподілене між Таллінна Аутобуссікоондіс (автобуси) та ТТТК (трамваї та тролейбуси), але в 2012 році компанії злилися у компанію Таллінна Ліннатранспорді АС (ТЛТ).
Таллінн має поромне сполучення до острова Аеґна. Перевізником є OÜ Kihnu Veteed. Оскільки на острові дуже мало мешканців, пором переважно використовують лише влітку для туристів. Для мешканців міста проїзд на поромі безкоштовний.
Усі маршрути автобуса, трамвая та тролейбуса в Таллінні використовують єдину квиткову систему. Маршрути повіту Хар'ю та приміські поїзди Елрон користуються іншою системою, де вартість проїзду залежить від відстані.
Під час опитування громадської думки 25 березня 2012 року більш ніж 75 % опитуваних проголосували за безоплатний проїзд у талліннському громадському транспорті.
З 1 січня 2013 року громадський транспорт став безкоштовним. Таллінн став першою європейською столицею, де оплату проїзду в громадському транспорті було скасовано для мешканців міста. Згодом міський уряд та компанія Елрон домовилися про безкоштовний проїзд у межах першої зони для мешканців Таллінна.
Не зважаючи на це, громадський транспорт не можна назвати абсолютно безкоштовним оскільки сплачувати проїзд мають пасажири, не зареєстровані як мешканці міста Таллінн, а також туристи. Економічне виправдання такому кроку було знайдене: в Таллінні живуть тисячі людей з формальною реєстрацією та сплатою податків по іншим муніципалітетам та містам. Можливість безоплатного проїзду стала вагомою підставою зареєструватись в по місцю проживання. Як наслідок, за останні три роки населення міста «зросло» з 416 тис. до 440 тис.

### Типи квитків

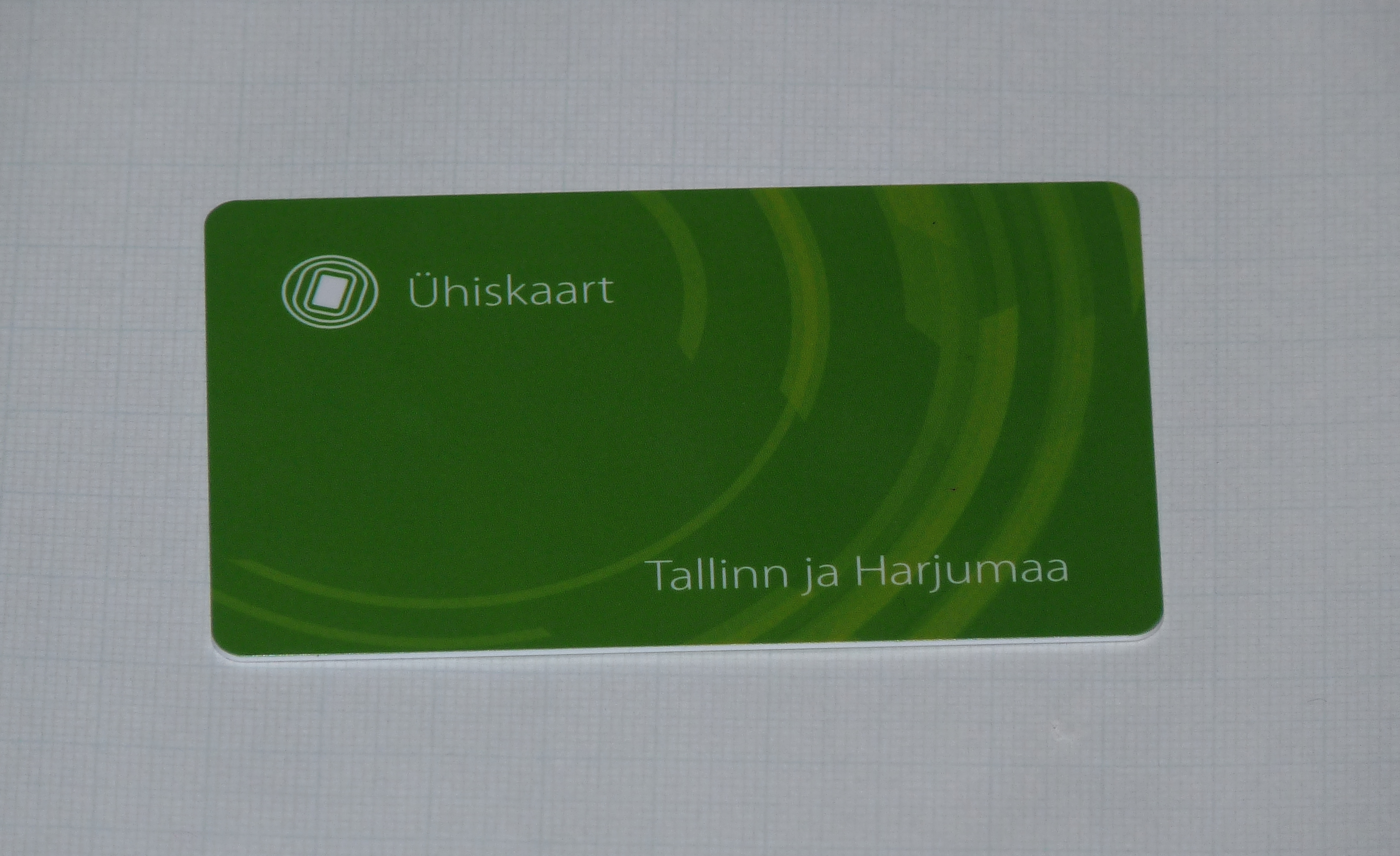
Картка для проїзду в громадському транспорті (Ühiskaart)

Зареєстровані мешканці Таллінна за наявності ID-картки та дійсної картки для проїзду в громадському транспорті (Ühiskaart) або відповідної студентської ID-картки, з 1 січня 2013 року можуть безкоштовно користуватися автобусом, тролейбусом та трамваєм та, з жовтня 2013 р., електричкою у межах міста. Квитки для разового проїзду (talong) можна придбати у водія транспорту. Станом на 2016 рік вартість повного разового квитка — 2 євро.
Не мешканці Таллінна можуть користуватися проїзними картками для оплати разового проїзду, квитків на різні періоди та інші види квитків. Разові квитки можна купити лише у водія, усі інші види квитків можна оплачувати або через валідацію проїзної картки у кожному виді транспорту, або онлайн. Пільгові квитки діють для студентів, пенсіонерів та інвалідів. Окрім мешканців Таллінна, право на безкоштовний проїзд мають усі віком до 7 та за 65 років. Також безкоштовно їхати можуть пасажири з дітьми до 3 років.

### Збір платні

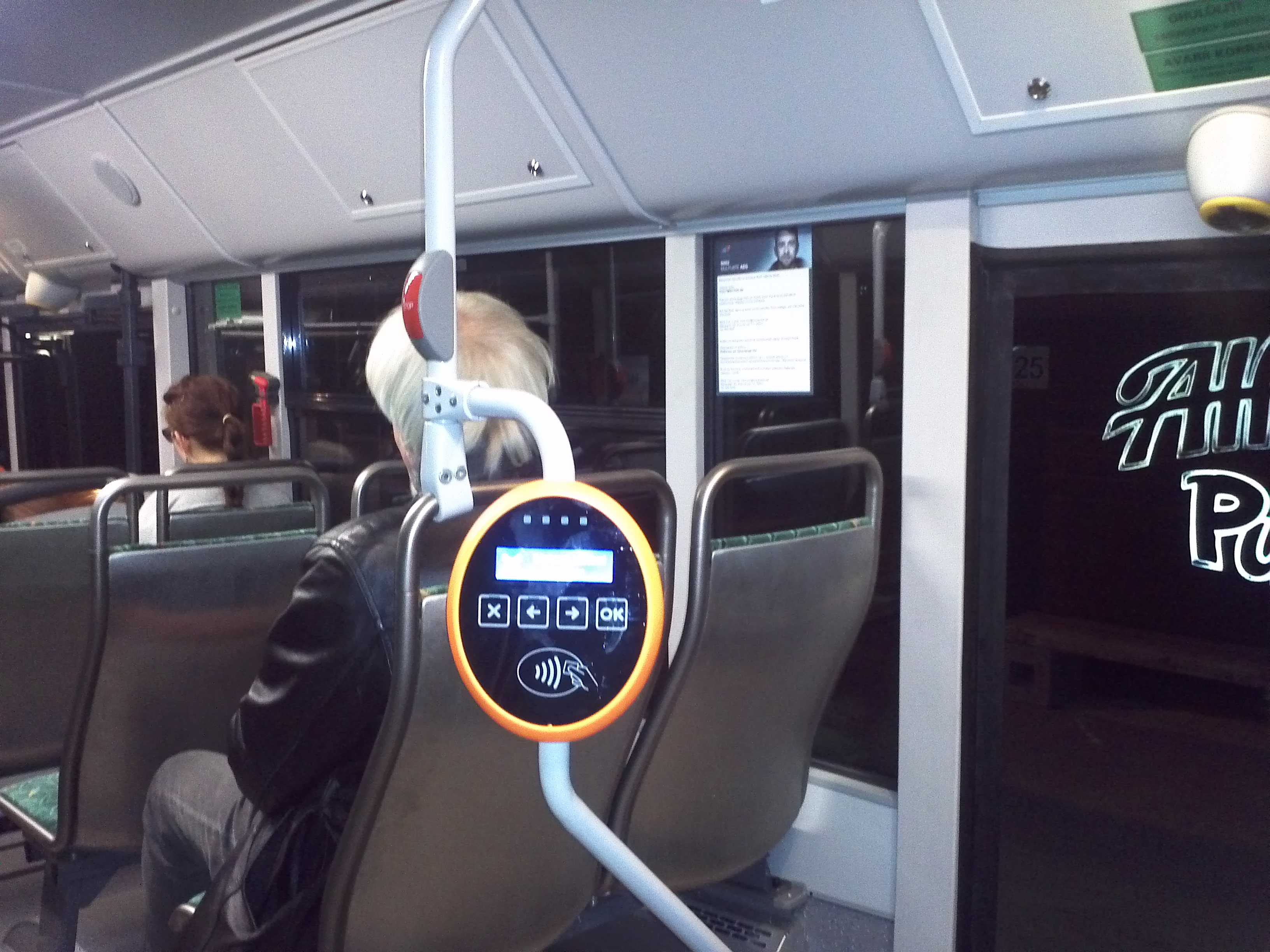
Валідатор карток для проїзду в громадському транспорті

У Таллінні більша частина транспорту діє за принципом «перевірки оплати», тому до транспорту можна заходити через будь-які двері. Станом на липень 2008 року, перевірки здійснюють вибірково під час зупинки транспорту. Штраф (максимум — 40 євро) застосовують до будь-кого, хто не має дійсного квитка. Якщо пасажир забув ID-картку, він може назвати контролерові свій номер соціального захисту, що за наявності дійсного квитка підтверджує право на проїзд. З 1 січня 2013 року пасажири, котрі користуються правом на безоплатний проїзд (окрім пільгових категорій) мають валідувати проїзні картки; якщо вони не провели валідацію або не мають ID-картки, до них застосовують штраф у 40 євро.